# Jelena
Jelena je žensko osebno ime.

## Izvor imena
Ime Jelena izhaja iz imena Helena. Ime je pogosto zlasti na hrvaškem in srbskem jezikovnem področju, v obliki Elena pa v ruskem jeziku.

## Različice imena
Elena, Helena, Jela, Jelenca, Jelenka, Jelca, Jelica, Jelka

## Pogostost imena
Po podatkih Statističnega urada Republike Slovenije je bilo na dan 31. decembra 2007 v Sloveniji število ženskih oseb z imenom Jelena: 1.257. Med vsemi ženskimi imeni pa je ime Jelena po pogostosti uporabe uvrščeno na 166. mesto.

## Osebni praznik
V koledarju je ime Jelena uvrščeno k imenu Helena.